# کمبود آب

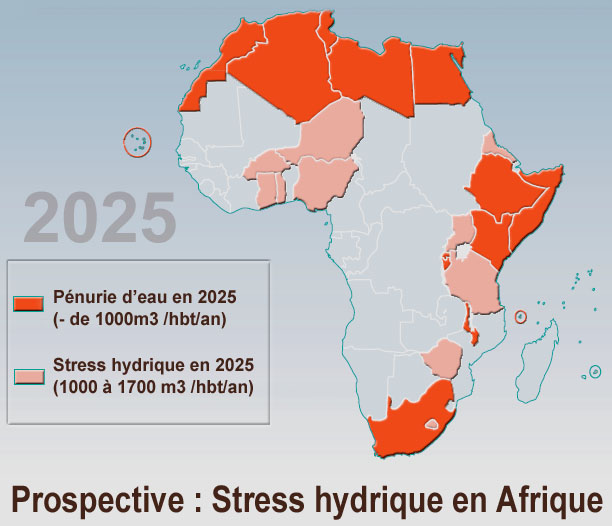
GEO-۲۰۰۰ تخمین می‌زند که در سال ۲۰۲۵، ۲۵ کشور آفریقایی از کم‌آبی یا تنش آب رنج خواهند برد.

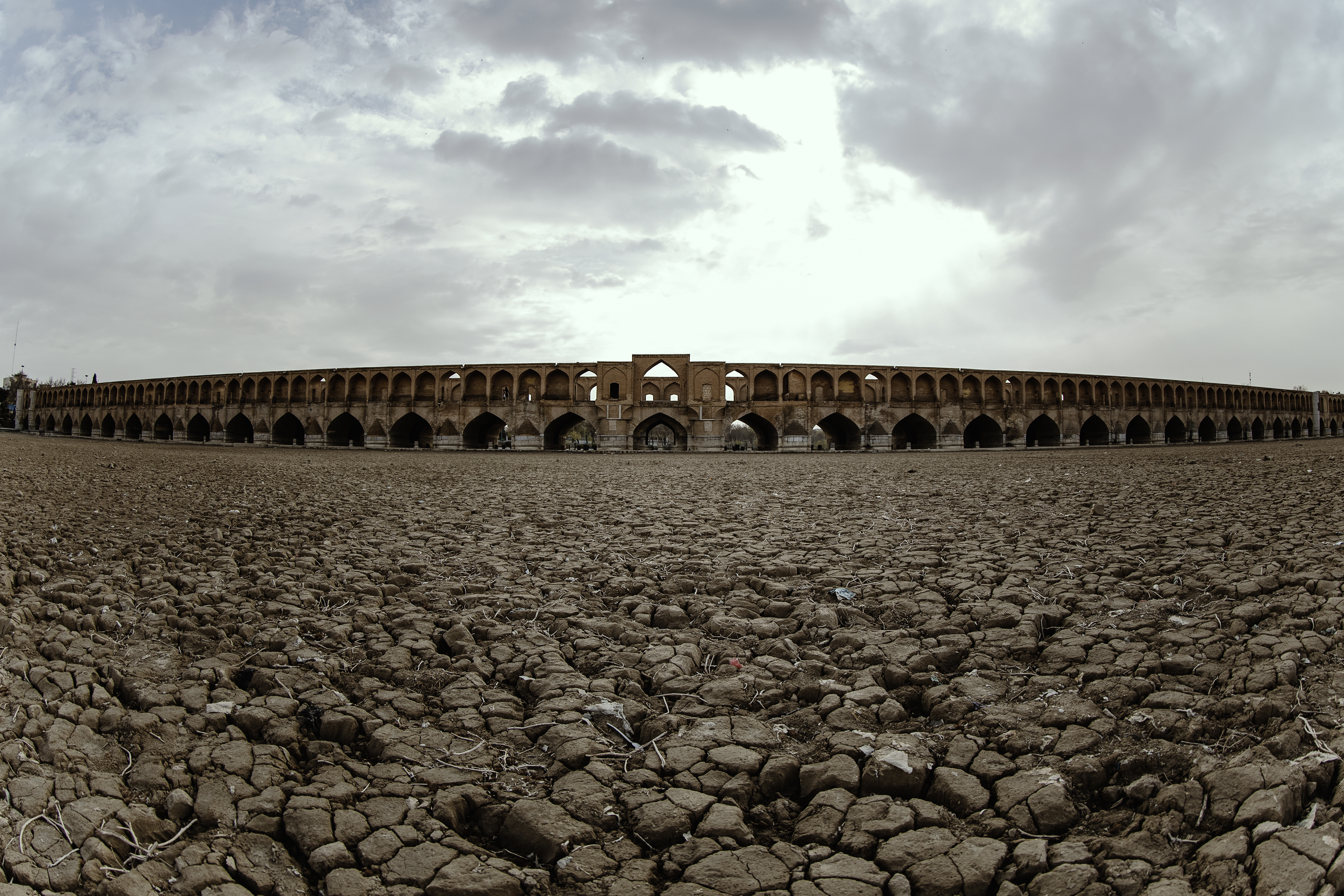
بحران آب در رودخانه زاینده رود کلان‌شهر اصفهان در ایران

کمبود آب یا کمیابی آب (انگلیسی: Water scarcity) شامل تنش آب، کم‌آبی و بحران آب است. مفهوم تنش آب نسبتاً جدید است. تنش آب مشکل در یافتن منابع آب شیرین برای استفاده است، که علت آن تخلیه منابع است. بحران آب وضعیتی است که در آن آب قابل آشامیدن و غیر آلوده در یک منطقه کمتر از تقاضای آن است.
کم‌آبی یعنی نبود منابع آب شیرین برای تأمین تقاضای آب متعارف. کم‌آبی، به علت خشکسالی، فقدان بارندگی و آلودگی نیز ایجاد می‌شود. کم‌آبی، از نظر تأثیر بالقوه‌ای که در طی دههٔ آینده می‌تواند داشته باشد، در سال ۲۰۱۹ توسط مجمع جهانی اقتصاد به عنوان یکی از بزرگ‌ترین خطرات جهانی ذکر شده‌است. دلایل کم‌آبی از برآورده نشدن جزئی یا کامل تقاضا، رقابت اقتصادی بر سر کیفیت و کمیت آب، اختلاف بین کاربران، تخلیه و کاهش برگشت‌ناپذیر آب زیرزمینی و اثرات منفی بر روی محیط زیست، است. دو سوم جمعیت جهان (۴ میلیارد نفر)، حداقل یک ماه از سال را در شرایط کم‌آبی شدید به سر می‌برند. ۵۰۰ میلیون نفر در جهان، در تمام طول سال با کم‌آبی شدید مواجه هستند. نیمی از بزرگ‌ترین شهرهای جهان، کم‌آبی را تجربه می‌کنند.
تنها ۰٫۰۱۴ درصد از کل آب روی زمین، شیرین و به آسانی قابل دسترس است. ۹۷ درصد از آب باقی مانده، شور است، و دسترسی به مابقی آن که کمی کمتر از ۳ درصد می‌باشد، دشوار است. در مقیاس جهانی و از نظر فنی، مقدار کافی آب شیرین وجود دارد. با این حال، به دلیل توزیع نابرابر آب که با تغییرات اقلیمی تشدید شده، ممکن است بعضی مناطق بسیار مرطوب و بعضی بسیار خشک شده باشند. همچنین افزایش شدید تقاضای آب برای صنعت در دهه‌های اخیر، بشر را با بحران آب مواجه ساخته‌است. در صورت ادامه روند فعلی، انتظار می‌رود که در سال ۲۰۳۰، تقاضا، ۴۰ درصد بیش از منابع شود.
عدم هماهنگی جغرافیایی و زمانی بین تقاضا و دستیابی به آب شیرین، دلیل عمدهٔ کم‌آبی جهانی است. افزایش جمعیت جهان، ارتقا و بهبود استانداردهای زندگی، تغییر الگوهای مصرف، و توسعهٔ آبیاری کشاورزی اصلی‌ترین دلایل افزایش جهانی تقاضای آب است.
عواملی مانند تغییر اقلیم، خشکسالی، سیل، جنگل‌زدایی، افزایش آلودگی، گازهای گلخانه ای و استفاده بیهوده از آب می‌توانند باعث کمبود منابع شوند. سالانه، آب شیرین کافی برای تأمین این تقاضا در سطح جهان وجود دارد، اما تغییرات مکانی و زمانی این تقاضا و تفاوت در دسترسی به آب، بسیار زیاد است و سبب بروز کم‌آبی (فیزیکی) در بخش‌هایی از جهان در زمان‌های خاصی از سال می‌شود. به علت تنوع هیدرولوژیکی طبیعی، کمبود آب در طول زمان متفاوت است اما بیش از این، تابعی از سیاست‌های اقتصادی حاکم، و رویکردهای برنامه ای و مدیریتی است. انتظار می‌رود که این کمبود، با توسعه اقتصادی شدت یابد، اما اگر به درستی شناسایی شود، بسیاری از عواقب آن قابل پیش‌بینی، جلوگیری یا کاهش است.
برخی کشورها اثبات کردند که جدا شدن مصرف آب از رشد اقتصادی امکان‌پذیر است؛ مثلاً در استرالیا، بین سال‌های ۲۰۰۱ و ۲۰۰۹، در حالی که رشد اقتصادی بیش از ۳۰ درصد بود، مصرف آب تا ۴۰ درصد کاهش یافت. هیئت منابع بین‌المللی سازمان ملل متحد اظهار داشت که دولت‌ها به سرمایه‌گذاری‌های کلان در راه حل‌های بسیار ناکارآمد که عموماً نه از نظر زیست‌محیطی ماندگار هستند و نه از نظر اقتصادی مناسبند، تمایل دارند؛ پروژه‌های عظیمی مثل سدها، کانال‌ها، خطوط انتقال آب و مخازن آب، جزو این موارد محسوب می‌شوند. بر اساس نظر ایشان، مقرون به صرفه‌ترین راه جداسازی مصرف آب از رشد اقتصادی، این است که دولت‌ها برنامه‌های مدیریتی جامع آب را ایجاد کنند که کل چرخه آب، از منبع تا توزیع، مصرف اقتصادی، تصفیه، بازیابی، استفاده مجدد و بازگشت به محیط را در نظر بگیرد.

## عرضه و تقاضا
کل مقدار آب شیرینی که بر روی زمین، به شکل آب سطحی یا آب زیرزمینی (مثلا در آبخوان‌ها) به آسانی در دسترس است، ۱۴۰۰۰ کیلومتر مکعب می‌باشد. از این مقدار کلی فقط ۵۰۰۰ کیلومتر مکعب مورد مصرف و استفاده مجدد بشر قرار می‌گیرد؛ بنابراین از نظر تئوری، برای تأمین تقاضای جمعیت فعلی جهان که بیش از ۷ میلیارد نفر است بیش از حد کافی، آب شیرین وجود دارد و حتی رشد جمعیت تا ۹ میلیارد نفر یا بیشتر را پشتیبانی می‌کند. با این حال، به علت توزیع نابرابر جغرافیایی و بویژه مصرف نابرابر آب، در بعضی مناطق جهان و برای بعضی جمعیت‌ها، آب، یک منبع کمیاب است.
کمیابی به عنوان پیامد مصرف، در درجه اول، از استفاده گسترده آب در کشاورزی/دامپروری و صنعت ناشی می‌باشد. عموماً، مردم کشورهای توسعه یافته نسبت به مردم کشورهای در حال توسعه روزانه حدود ۱۰ برابر آب بیشتری مصرف می‌کنند. بخش اعظم این مصرف، غیر مستقیم است و مربوط به فرآیندهای تولیدی صنعتی و کشاورزی پر مصرف (آب)، در زمینه کالاهای مصرفی مثل میوه، دانه‌های روغنی و پنبه می‌باشد. به دلیل اینکه بسیاری از این زنجیره‌های تولید جهانی شده‌اند میزان زیادی آب برای تولید کالاها در کشورهای در حال توسعه مورد استفاده قرار می‌گیرد و آلوده می‌شود (بیش از آنچه که) برای مصرف در کشورهای در حال توسعه در نظر گرفته شده‌است.

## کم‌آبی اقتصادی و فیزیکی
کم‌آبی می‌تواند از دو سازوکار منتج شود:
- کم‌آبی فیزیکی (مطلق)
- کم‌آبی اقتصادی

کم‌آبی فیزیکی از ناکافی بودن منابع آب طبیعی برای تأمین تقاضای یک ناحیه ناشی می‌شود و کم‌آبی اقتصادی، نتیجه مدیریت ضعیف منابع آب کافی و موجود، است. طبق برنامه توسعه سازمان ملل متحد غالباً، حالت دوم (کم‌آبی فیزیکی) در کشورها یا مناطقی که کمبود آب را تجربه می‌کنند، بیشتر است زیرا اکثر کشورها و مناطق، آب کافی برای تأمین نیازهای خانگی، صنعتی، و زیست‌محیطی دارند اما فاقد ابزاری برای تأمین آن در یک رویکرد مناسب و در دسترس هستند.
در حال حاضر، حدود یک-پنجم جمعیت جهان در مناطقی زندگی می‌کنند که متأثر از کم‌آبی فیزیکی است یعنی جایی که برای تأمین تقاضای کشوری یا منطقه ای از جمله آب مورد نیاز برای تحقق تقاضای اکوسیستم‌ها برای عملکرد مؤثر، منابع آب کافی وجود ندارد.
مناطق خشک، اغلب از کم‌آبی فیزیکی رنج می‌برند. کم‌آبی فیزیکی، همچنین در مناطقی اتفاق می‌افتد که به نظر می‌رسد آب، فراوان است اما منابع (آبی) بیش از حد تخصیص داده شده‌اند؛ همانند زمانی که توسعه بیش از حد زیرساخت‌های هیدرولیک برای آبیاری وجود دارد. تخریب زیست‌محیطی و کاهش آب زیرزمینی همچنین اشکال دیگر بهره‌برداری یا استفاده بیش از حد نشانه‌هایی از کم‌آبی می‌باشند.
کم‌آبی اقتصادی به دلیل عدم سرمایه‌گذاری در زیرساخت یا تکنولوژی برای جذب آب از رودخانه‌ها، سفره‌های آب یا دیگر منابع آب یا ناکافی بودن ظرفیت انسانی برای تأمین تقاضای آب ایجاد می‌شود. یک-چهارم جمعیت جهان تحت تأثیر کم‌آبی اقتصادی هستند. کم‌آبی اقتصادی، فقدان زیرساخت را دربردارد و باعث می‌شود افرادی که دسترسی مطمئن به آب ندارند، ناچار شوند برای رسیدن به آب و برداشت از رودخانه‌ها برای مصارف خانگی و کشاورزی، مسافت‌های طولانی طی کنندکه غالباً این آب آلوده می‌باشد. بخش‌های زیادی از آفریقا از کم‌آبی اقتصادی رنج می‌برند بنابراین زیرساخت در حال توسعه آب در آن مناطق، می‌تواند به کاهش فقر کمک کند. غالباً، شرایط بحرانی برای جوامعی که در محیط خشک زندگی می‌کنند و دارای فقر اقتصادی و ضعف سیاسی هستند، رخ می‌دهد. میزان مصرف با سرانه تولید ناخالص ملی افزایش می‌یابد: در اکثر کشورهای توسعه یافته مقدار متوسط مصرف روزانه حدود ۲۰۰ تا ۳۰۰ لیتر است. در کشورهای توسعه نیافته (مثل کشورهای آفریقایی از جمله موزامبیک) متوسط مصرف روزانه آب برای هر نفر (سرانه) زیر ۱۰ لیتر است. این موضوع با پیش فرض سازمان‌های بین‌المللی که وجود حداقل ۲۰ لیتر آب (که شامل آب مورد نیاز برای شستن لباس نمی‌شود) با فاصله حداکثر ۱ کیلومتر از خانه یا خانوار را بیان می‌کند، مغایر است. بر اساس سرانه تولید ناخالص ملی، افزایش مصرف آب با افزایش درآمد ارتباط دارد. در کشورهایی که از کم‌آبی رنج می‌برند آب موضوعی مهم برای تأمل است.

## حق بشری بر آب
کمیته حقوق اقتصادی، اجتماعی و فرهنگی ملل متحد اساسنامه‌ای با ۵ ویژگی و هسته برای امنیت آبی منتشر کرد. آنها بیان کردند که حق بشر نسبت به آب، هر فرد را مستحق آب کافی، سالم، قابل قبول، از نظر فیزیکی در دسترس و مقرون به صرفه برای مصارف شخصی و خانگی می‌داند.

### اهداف توسعه هزاره (MDG)
در اجلاس هزاره سال ۲۰۰۰، ایالات متحده، به عنوان یک هدف توسعه بین‌المللی، اثرات کم‌آبی اقتصادی را با ایجاد دسترسی بیشتر به آب آشامیدنی سالم، مورد توجه قرار داد. در این مدت، آنها اهداف توسعه هزاره را تهیه کردند و همه ۱۸۹ عضو سازمان ملل متحد، در مورد ۸ هدف توافق نمودند. MDG 7، هدفی را برای کاهش میزان جمعیت بدون دسترسی به آب آشامیدنی سالم و پایدار تا نیمۀ سال ۲۰۱۵ تنظیم کرد. این بدین معناست که بیش از ۶۰۰ میلیون نفر به یک منبع آب آشامیدنی سالم دسترسی پیدا می‌کنند. در سال ۲۰۱۶، اهداف توسعه پایدار جایگزین اهداف توسعه هزاره شد.

## اثرات بر محیط‌زیست
کم‌آبی، اثرات منفی زیادی بر روی محیط زیست، از جمله عوارض جانبی و مضر بر روی دریاچه‌ها، رودخانه‌ها، حوضچه‌ها و تالاب‌ها و منابع آب شیرین دیگر دارد. پیامد مصرف بیش از حد آب که با کم‌آبی مرتبط است و اغلب در مناطق باکشاورزی آبی ایجاد می‌شود، از چند طریق، از جمله افزایش شوری، مواد مغذی و از بین رفتن دشت‌های سیلابی و تالاب‌ها، به محیط زیست آسیب می‌زند. علاوه بر این، کم‌آبی باعث می‌شود که مدیریت جریان، در رودهای شهری مشکل ساز شود.
طی صد سال گذشته، بیش از نیمی از تالاب‌های زمین نابود و ناپدید شده‌اند. این تالاب‌ها مهم هستند نه فقط به این علت که زیستگاه‌های بسیاری از موجودات مانند پستانداران، پرندگان، ماهی‌ها، دوزیستان و بی مهرگان را تشکیل می‌دهند، بلکه به این علت که آنها از رشد برنج و دیگر محصولات غذایی نیز پشتیبانی کرده و فیلتر کردن آب و محافظت در برابر طوفان‌ها و سیل‌ها را انجام می‌دهند. دریاچه‌های آب شیرین مثل دریای آرال در آسیای مرکزی نیز از این مسائل رنج می‌برند.
پیامد دیگر کم‌آبی، فرونشست یا فرورفتن تدریجی اراضی است. سازمان زمین‌شناسی ایالات متحده برآورد می‌کند که فرونشست زمین، بیش از ۱۷۰۰۰ مایل مربع در ۴۵ ایالت را تحت تأثیر قرار داده‌است که ۸۰ درصد آن به علت استفاده از آب‌های زیرزمینی رخ داده‌اند. در بعضی مناطق شرق هوستون، تگزاس به علت فرونشست، زمین بیش از ۹ فوت پایین رفته‌است.

### تغییر اقلیم
افت آبخوان یا برداشت بیش از حد آن و پمپاژ آب فسیلی میزان کلی آب درون هیدروسفر که در معرض فرآیندهای تعریق و تبخیر قرار می‌گیرد را افزایش می‌دهد و از این طریق باعث جمع شدن بخار آب و ایجاد پوشش ابری که جاذب‌های اولیه اشعه مادون قرمز در اتمسفر زمین هستند، می‌شود. اضافه شدن آب به سیستم یک تأثیر اجتناب‌ناپذیر بر روی نظام کلی زمین دارد، که تخمین یا برآورد دقیق از واقعیت هیدروژئولوژیکی آن هنوز تعیین نشده‌است.

## تخلیه و کاهش منابع آب شیرین
به غیر از منابع آب شیرین سطحی مثل رودخانه‌ها و دریاچه‌ها، منابع دیگری همچون آب زیرزمینی و یخچال‌های طبیعی به منابع توسعه یافته و اصلی آب پاک مبدل شده‌اند. آب زیرزمینی آبی است که در زیر سطح زمین جمع می‌شود و مقادیری از آن از طریق چشمه‌ها و چاه‌ها تخلیه می‌شود. مناطقی که آب زیرزمینی در آن‌ها جمع می‌شود، آبخوان نامیده می‌شوند. یخچال‌های طبیعی آب شیرین را به فرم آب ذوب شده از برف یا یخ تأمین می‌کند که با افزایش دما، موجب تغذیه جویبارها یا چشمه‌ها می‌شوند. هنگامی که قابلیت استفاده از منابع مرسوم و متداول به علت عواملی همچون آلودگی یا ناپدید شدن بخاطر تغییرات اقلیمی، کاهش می‌یابد، این منابع (آب زیرزمینی و یخچال‌های طبیعی) بسیار زیاد مورد استفاده قرار می‌گیرند. رشد جمعیت بشر، عامل مهمی در افزایش استفاده از این نوع منابع آبی است.

### آب زیرزمینی
تا چندی پیش، آب زیرزمینی منبع پرکاربردی نبود. در دهه ۱۹۶۰ آبخوان‌های زیرزمینی به میزان زیادی توسعه یافتند. تغییر در دانش، تکنولوژی و بودجه، امکان توسعه متمرکز به بهره‌برداری از منابع آب زیرزمینی جدا از منابع آب سطحی را می‌دهد. این تغییرها، امکان پیشرفت در جامعه مثل «انقلاب آب زیرزمینی کشاورزی» را فراهم می‌کند و بخش آبیاری را گسترش می‌دهد که سبب افزایش تولید غذا و توسعه در مناطق روستایی می‌شود.
آب زیرزمینی حدود نیمی از تمام آب آشامیدنی در سراسر جهان را تأمین می‌کند. حجم بالای آب ذخیره شده در زیر زمین در اکثر آبخوان‌ها ظرفیت بافری قابل ملاحظه‌ای ایجاد می‌کنند که امکان برداشت آب در دوره‌های خشکسالی یا بارندگی کم را فراهم می‌کند. این امر، برای افراد ساکن مناطقی که صرفاً به بارش یا آب سطحی به عنوان منبع (آب) متکی نیستند، بسیار حائز اهمیت است و در عوض دسترسی مطمئنی به آب در تمام طول سال فراهم می‌کند. از سال ۲۰۱۰، مجموع برداشت آب زیرزمینی در جهان، سالانه در حدود ۱۰۰۰ کیلومترمکعب و استفاده ۶۷ درصدی برای آبیاری، ۲۲ درصدی برای اهداف خانگی و ۱۱ درصدی برای اهداف صنعتی، برآورد شده‌است. ۱۰ مصرف‌کننده اصلی آب (هند، ایالات متحده آمریکا، ایالات متحده آمریکا، پاکستان، ایران، بنگلادش، مکزیک، عربستان سعودی، اندونزی و ایتالیا)، ۷۲ درصد از کل مصرف آب در جهان را تشکیل می‌دهند. آب زیرزمینی برای معیشت و سلامت غذایی ۱٫۲ تا ۱٫۵ میلیارد خانوار روستایی در مناطق ضعیف تر و فقیر نشین آفریقا و آسیا، بسیار مهم است.
اگرچه منابع آب زیرزمینی بسیار رایج هستند، اما یکی از موارد اصلی نگرانی نرخ تجدیدپذیری یا شارژ مجدد و تغذیه بعضی منابع آب زیرزمینی است. اگر برداشت از منابع آب زیرزمینی تجدیدناپذیر به درستی پایش و مدیریت نشوند می‌تواند به تمام شدن منابع منجر شود. یکی دیگر از نگرانی‌ها در مورد افزایش مصرف آب زیرزمینی، کاهش کیفیت آب منبع در طول زمان است. معمولاً در نظام‌های آب زیرزمینی، کاهش جریان‌های طبیعی، کاهش حجم ذخیره‌شده، کاهش سطح آب و تخریب آب دیده می‌شود. تخلیه آب زیرزمینی می‌تواند باعث ایجاد اثرات منفی زیادی مثل افزایش هزینه پمپاژ آب زیرزمینی، القای شوری و دیگر تغییرات کیفیت آب، فرونشست زمین، تخریب چشمه‌ها و کاهش جریان‌های پایه، شود. آلودگی انسانی نیز برای این منبع مهم، مضر است.
برای راه اندازی یک کارخانه بزرگ نزدیک منطقه ای با آب فراوان، شرکت‌های آب معدنی نیاز دارند که آب زیرزمینی را از یک منبع آب با نرخی بیش از نرخ جایگزینی مجدد، برداشت کنند که این امر به کاهش پایدار و مداوم در سطوح آب زیرزمینی منجر می‌شود. آب زیرزمینی برداشت می‌شود، بطری بسته‌بندی می‌شود و سپس به سراسر کشور یا جهان فرستاده می‌شود و این آب هرگز برنمی گردد. هنگامی که سطح ایستابی (سفره آب) بیش از حد بحرانی تخلیه می‌شود، شرکت‌های آب معدنی تنها از مناطقی که کم‌آبی قابل توجهی ایجاد شده، جابجا می‌شوند. تخلیه آب زیرزمینی در مناطقی که آب را مصرف می‌کنند همه کس و همه چیز را تحت تأثیر قرار می‌دهد از جمله کشاورزان، کسب و کارها، حیوانات، اکوسیستم‌ها، گردشگری و کاربران دیگر مثل افرادی که برای آب آشامیدنی به یک چاه محلی متکی هستند. خارج کردن میلیون‌ها گالن آب از زمین، نه تنها در آن منطقه بلکه به‌طور یکنواخت، سفره آب را تخلیه می‌کند زیرا سطح ایستابی (سفره آب) در کل توده زمینی به هم متصل است. کارخانه‌های بطری سازی (آب معدنی) سبب ایجاد کم‌آبی می‌شوند و تعادل اکولوژیکی را تحت تأثیر قرار می‌دهند. آن کارخانه‌ها مناطقی با بحران آب، ایجاد می‌کنند که باعث بروز خشکسالی می‌شود.

### یخچال‌های طبیعی
یخچال‌های طبیعی به علت کمکی که به جریان آب می‌کنند، به عنوان یک منبع حیاتی آب ذکر شده‌اند. افزایش دمای جهان، اثرات قابل توجهی بر روی نرخ ذوب یخچال‌های طبیعی دارد و باعث می‌شود که یخچال‌های طبیعی به‌طور کلی در سراسر جهان کوچک شوند. اگرچه در حال حاضر، آب ذوب‌شده ناشی از این یخچال‌های طبیعی کل منبع آب را افزایش می‌دهد، (ولی) ناپدید شدن یخچال‌های طبیعی در طولانی مدت، باعث کاهش آب قابل دسترس می‌شود. همچنین، افزایش آب ناشی از ذوب برف و یخ به علت افزایش دمای جهان، می‌تواند باعث بروز اثرات منفی از جمله طغیان رودخانه‌ها و سدها و نتایج فاجعه بار جهانی شود.

## اندازه‌گیری
امروزه هیدرولوژیست‌ها معمولاً کم‌آبی را با بررسی معادله جمعیت- آب، ارزیابی می‌کنند. نقشه‌هایی وجود دارند که نشان‌دهندهٔ آب موجود در طبیعت است و کشورهای با حجم پایین‌تر یا بالاتر، آب قابل استفاده را مشخص می‌کنند. برخی دیگر نسبت آب موجود به جمعیت را دارند. رویکرد معمول رتبه‌بندی کشورها بر مبنای میزان منابع آب موجود در سال به ازای هر فرد است. برای مثال، با توجه به شاخص تنش آب فالکنمارک
، زمانی گفته می‌شود یک کشور یا منطقه «تنش آبی» دارد که منابع آب سالانه آن کمتر از ۱٬۷۰۰ متر مکعب به ازای هر فرد در سال است. در سطحی بین ۱٬۷۰۰ و ۱٬۰۰۰ متر مکعب به ازای هر فرد در سال، کمبود آب دوره‌ای یا محدود را می‌توان انتظار داشت. هنگامی که منابع آب کمتر از ۱٬۰۰۰ متر مکعب به ازای هر فرد در هر سال باشد، کشور با «کمبود آب» مواجه است.
فائو وابسته به سازمان ملل متحد بیان می‌کند که تا سال ۲۰۲۵،
 ۱٫۹ میلیارد نفر در کشورها یا مناطق با کمبود آب مطلق زندگی می‌کنند، و دو سوم از جمعیت جهان تحت شرایط تنش خواهند بود. بانک جهانی می‌افزاید که تغییرات آب و هوایی می‌تواند تغییر الگوهای آینده دستیابی به آب و استفاده از آن را موجب شود، در نتیجه افزایش میزان تنش آب و ناامنی، هر دو در مقیاس جهانی به آب بستگی دارند.
یکی دیگر از اندازه‌گیری‌ها، به عنوان بخشی از یک ارزیابی گسترده‌تر از مدیریت آب در سال ۲۰۰۷، با هدف ارتباط در دسترس بودن آب و چگونگی استفاده از منابع در نظر گرفته شد؛ بنابراین کمبود آب به دو بخش «فیزیکی» و «اقتصادی» تقسیم شد. کمبود آب فیزیکی زمانی است که آب برای برآورده کردن تمام خواسته‌ها کافی نیست، از جمله آب مورد نیاز برای کارایی مؤثر اکوسیستم. مناطق خشک اغلب از کمبود آب فیزیکی رنج می‌برند. گاهی نیز به نظر می‌رسد که آب فراوان است اما در جایی منابع بیش از حد مصرف می‌شوند، مانند زمانی که زیرساخت‌های هیدرولیکی برای آبیاری، بیش از حد توسعه یافته‌اند. نشانه‌های کمبود آب فیزیکی عبارتند از: تخریب محیط زیست و کاهش آب‌های زیرزمینی. تنش آب به موجودات زنده آسیب می‌رساند، زیرا هر موجودی برای زندگی به آب نیاز دارد.